# Tadeusz Mierzejewski (wojskowy)
Tadeusz Mierzejewski (ur. 28 stycznia 1891 w Warszawie, zm. wiosną 1940 w Charkowie) – major piechoty rezerwy Wojska Polskiego, działacz niepodległościowy, ofiara zbrodni katyńskiej.

## Życiorys
Urodził się 28 stycznia 1891 w Warszawie, ówczesnej stolicy Królestwa Polskiego, w rodzinie Jana i Jadwigi z Jagiełłów.
Podczas I wojny światowej walczył w szeregach armii rosyjskiej, a następnie działał w Polskiej Organizacji Wojskowej. W 1918 dostał się do niewoli bolszewickiej.
W lutym 1919 został przyjęty do Wojska Polskiego i przydzielony do 21 pułku piechoty. Następnie został przydzielony do Dowództwa XVI Brygady Piechoty, a później 8 Dywizji Piechoty.
W latach 1921–1924 pełnił służbę w Departamencie I Piechoty Ministerstwa Spraw Wojskowych. 3 maja 1922 został zweryfikowany w stopniu porucznika ze starszeństwem od 1 czerwca 1919 i 419. lokatą w korpusie oficerów piechoty. W 1924 wrócił do macierzystego 21 pułku piechoty w Warszawie. 1 grudnia 1924 prezydent RP nadał mu stopień kapitana z dniem 15 sierpnia 1924 i 89. lokatą w korpusie oficerów piechoty. Później został przydzielony do Biura Personalnego Ministerstwa Spraw Wojskowych w Warszawie. W 1931 ukończył kurs w Centrum Wyszkolenia Piechoty w Rembertowie. Z dniem 1 lutego 1933 został przydzielony do dyspozycji prezesa Rady Ministrów na okres sześciu miesięcy z zachowaniem dotychczasowego dodatku służbowego. Z dniem 31 lipca 1933 został przeniesiony do rezerwy z równoczesnym przeniesieniem w rezerwie do 21 pp. Po zwolnieniu z wojska został zatrudniony w Dyrekcji Naczelnej Lasów Państwowych na stanowisku dyrektora Biura Personalnego. Na stopień majora rezerwy został mianowany ze starszeństwem z 19 marca 1939 i 73. lokatą w korpusie oficerów piechoty. W 1939 został zmobilizowany i przydzielony do Kwatery Głównej Armii „Modlin” na stanowisko kierownika Samodzielnego Referatu Personalnego.
W nieznanych okolicznościach, po agresji ZSRR na Polskę (17 września 1939), dostał się do niewoli sowieckiej i przebywał w obozie w Starobielsku. Wiosną 1940 został zamordowany przez funkcjonariuszy NKWD w Charkowie i pogrzebany potajemnie w bezimiennej mogile zbiorowej w Piatichatkach, gdzie od 17 czerwca 2000 mieści się oficjalnie Cmentarz Ofiar Totalitaryzmu w Charkowie. Figuruje na tzw. liście Gajdideja (poz. 2091).
5 października 2007 minister obrony narodowej Aleksander Szczygło mianował go pośmiertnie na stopień podpułkownika. Awans został ogłoszony 9 listopada 2007 w Warszawie, w trakcie uroczystości „Katyń Pamiętamy – Uczcijmy Pamięć Bohaterów”.

## Ordery i odznaczenia
- Krzyż Niepodległości z Mieczami – 7 lipca 1931 „za pracę w dziele odzyskania niepodległości”[17][18][19]
- Krzyż Walecznych[20][21]
- Srebrny Krzyż Zasługi[20]
- Krzyż Kawalerski jugosłowiańskiego Orderu Orła Białego[22]